# الكلية التقنية للغذاء والبيئة ببريدة
الكلية التقنية الثانية ببريدة، تأسست في عام 1977 في بريدة في المملكة العربية السعودية. تم تحويله من المعهد التقني ببريدة إلى الكلية التقنية الزراعية في عام 2000، وأعيد تسميتها مرةً أخرى في عام 2008 إلى الكلية التقنية للغذاء والبيئة ببريدة، وفي عام 2019 سميت الكلية التقنية الثانية ببريدة.